# Суворово (Владимирская область)
Суворово — упразднённая деревня в Вязниковском районе Владимирской области России.

## География
Урочище находится в северо-восточной части области, в зоне хвойно-широколиственных лесов, в пределах Волжско-Окского междуречья, к северу от автодороги 17Н-20, на расстоянии примерно 13 километров (по прямой) к юго-западу от города Вязники, административного центра района.

### Климат
Климат характеризуется как умеренно континентальный. Средняя температура воздуха самого холодного месяца (января) — −11,1 °C (абсолютный минимум — −48 °С), средняя максимальная температура воздуха (июля) — +23,3 °С (абсолютный максимум — +37 °С). Годовое количество атмосферных осадков составляет около 607 мм, из которых 413 мм выпадает в период с апреля по октябрь.

## История
В «Списке населенных мест Владимирской губернии по сведениям 1859 года» населённый пункт упомянут как удельная деревня Судогодского уезда, расположенная при колодцах, в 74 верстах от уездного города. В деревне насчитывалось 11 дворов и проживало 82 человека (43 мужчины и 39 женщин).
По состоянию на 1905 год, в Суворове имелось 17 дворов и проживало 83 человека. В административном отношении деревня входила в состав Воскресенской волости.
По данным 1926 года в деревне имелось 16 хозяйств и проживало 100 человек (48 мужчин и 52 женщины). Являлась частью Пивоваровского сельсовета.